# ماكوتو اوجاوا
ماكوتو اوجاوا (باليابانية: 小川麻琴) (و. 1987 – م) هي مغنية، وعارضة، وممثلة، من اليابان، ولدت في كاشيوازاكي، نييغاتا.

## وصلات خارجية
- ماكوتو اوجاوا على موقع IMDb (الإنجليزية)
- ماكوتو اوجاوا على موقع ميوزك برينز (الإنجليزية)
- ماكوتو اوجاوا على موقع ديسكوغز (الإنجليزية)
- ماكوتو اوجاوا على موقع قاعدة بيانات الفيلم (الإنجليزية)